# Манжелій Вадим Григорович
Вади́м Григо́рович Манже́лій (*3 травня 1933, Харків — 20 серпня 2013) — фізик, доктор фізико-математичних наук (1970), професор (1972), академік Національної академії наук України (1990), заслужений діяч науки і техніки України (1998), почесний професор Інституту низьких температур і структурних досліджень Польської академії наук (2004).

## Біографія
Народився в 1933 році у Харкові, в сім'ї вчителів.
У 1955 закінчив фізико-математичний факультет Харківського державного університету за спеціальністю «фізика твердого тіла». У 1955—1960 рр. працював викладачем кафедри експериментальної фізики цього ж навчального закладу і одночасно займався науковою роботою.
З 1960 працює у Фізико-технічному інституті низьких температур НАН України. У 1962—2007 рр. — завідувач відділу теплових властивостей молекулярних кристалів, у 2007—2013 рр. — головний науковий співробітник цього ж відділу.
Манжелій — лауреат Державної премії України (1977), Державної премії СРСР (1978), Премії НАН України ім. Б. І. Вєркіна (2000). Нагороджений орденами «Знак пошани» (1983) та «За заслуги» III ступеня (2003).

## Наукова робота
Вадим Манжелій має широке коло наукових інтересів. Він отримав важливі в науковому і прикладному плані результати у різних напрямах фізики низьких температур: теплові властивості кріокристалів, квантових кристалів, орієнтаційних стекол та фулериту; кінетичні явища у зріджених газах; консервація та поведінка біологічних об'єктів за умов глибокого охолодження.
Вадим Манжелій разом з колегами вивчив вплив нульових орієнтаційних осциляцій, обертального руху та орієнтаційного розупорядкування молекул на теплові властивості стверділих газів (кріокристалів).
Він виявив і дослідив склоподібну поведінку розчинів кріокристалів і численні нові домішкові ефекти у теплових властивостях кристалів за низьких температур; вивчив кінетичні та рівноважні властивості квантових молекулярних кристалів; виявив квантову дифузію у твердому дейтерії; встановив негативне теплове розширення фулериту С60 за гелієвих температур, знайшов сплін-ядерну конверсію CD4, а також поліаморфізм орієнтаційних стекол.
Одним з найважливіших досягнень Вадима Манжелія є заснування наукової школи фізики кріокристалів, до якої зараховують себе 7 докторів і кілька десятків кандидатів наук. Результатом розвитку школи стало створення багатьох самостійних лабораторій не тільки у Фізико-технічному інституті низьких температур (ФТІНТ) НАН України, а й в установах фізичного профілю інших країн.
Вадим Григорович Манжелій є автором і співавтором більше 200 оригінальних праць та семи монографій, чимало з яких видані за кордоном:
- «Свойства твердого и жидкого водорода» (Москва, 1969);
- «Криокристаллы» (Київ, 1983),
- «Свойства конденсированных фаз водорода и кислорода» (Київ, 1984),
- «Handbook of Properties of Condensed Phases of Hydrogen and Oxygen» (Hemisphere Publ. Corp., 1991);
- «The Physics of Cryocrystals» (AIP Press, New York, 1996);
- «Binary Solutions of Cryocrystals» (Begell House Inc., 1997);
- «Structure and Thermodynamic Properties of Cryocrystals (Handbook)» (Begell House Inc., 1999).

Наукові праці В. Г. Манжелія широко цитуються у світовій літературі, а одержані ним результати увійшли до багатьох вітчизняних та зарубіжних монографій і довідників. Його дослідження кріокристалів відзначені Державною премією УРСР (1977), а цикл робіт з довгострокової низькотемпературної консервації крові — Державною премією СРСР у галузі науки і техніки (1978).
Вадим Григорович також лауреат академічної премії ім. Б. І. Вєркіна, заслужений діяч науки і техніки України.
Ще одна важлива сфера діяльності науковця — журнал «Фізика низких температур». Як заступник головного редактора від дня його заснування Вадим Григорович багато робить для підвищення наукового рівня видання. Високий міжнародний рейтинг журналу є значною мірою його заслугою.
Вадим Григорович Манжелій веде велику науково-організаційну роботу. Він член академічних наукових рад, редколегії міжнародного журналу «Journal of Low Temperature Physics», ради Державного фонду фундаментальних досліджень, входить до складу секції фізики Комітету з Державних премій України у галузі науки і техніки.

### Публікації кінця90-х років
1. V.G. Manzhelii, B. Ya. Gorodilov, and A. I. Krivchikov, Heat transfer in solid parahydrogen with heavy impurities (neon, argon), Fiz. Nizk. Temp. 22, 174 (1996) [Low Temp. Phys. 22, 131 (1996)].
2. M.I. Bagatskii, I. Ya. Minchina and V. G. Manzhelii, Effect of a heavy neon impurity on heat capacity of solid parahydrogen, Fiz. Nizk. Temp. 22, 52 (1996) [Low Temp. Phys. 22, 37 (1996)].
3. V.G. Manzhelii, I. Ya. Minchina, A. I. Prokhvatilov, L. D. Yantsevich, Handbook of binary solutions of cryocrystals, Begell house, inc., New York, Wallingford (UK) (1997).
4. M.I. Bagatskii, I. Ya. Minchina, V. G. Manzhelii, and E. I. Kir'yanova, Impurity anomaly of heat capacity in solid parahydrogen and orthodeuterium, Czech. J. Phys. 46, Suppl. S1, 535 (1996).
5. A.N. Aleksandrovskii, V. G. Manzhelii, V. B. Esel'son, and B. G. Udovidchenko, New impurity effects in thermal expansion of 14N2-Ar solid solutions, Fiz. Nizk. Temp. 22, 345 (1996) [Low Temp. Phys. 22, 270 (1996)].
6. Ya. Minchina, M. I. Bagatskii, V. G. Manzhelii, and P. I. Muromtsev, Quantum diffusion in solid H2-Ne solutions, Czech. J. Phys. 46, Suppl. S1, 533 (1996).
7. A.I. Krivchikov, B. Ya. Gorodilov, V. G. Manzhelii, Thermal conductivity of oversaturated solid solution of parahydrogen with inert gases Ne and Ar, Czech. J. Phys. 46, Suppl. S1, 537 (1996).
8. V. G. Manzhelii, Yu. A. Freiman, Physics of cryocrystals, AIP Press, Amer. Inst. of Physics, Woodbury, New York (1996).
9. A.N. Aleksandrovskii, V. B. Esel'son, V. G. Manzhelii, A. V. Soldatov, B. Sundqvist, and B.G. Udovidchenko, Negative thermal expansion of fullerite C60 at liquid helium temperatures, Fiz. Nizk. Temp. 23, 1256, (1997) [Low Temp. Phys. 23, 943 (1997)].
10. A.N. Aleksandrovskii, V. G. Manzhelii, V. B. Esel'son and B. G. Udovidchenko, Influence of Rotational Motion of Nitrogen Molecules on the Thermal Expansion of Solid Solutions of Ar-N2: A New Effect, JLTP 108, 3/4, 279 (1997).
11. A.N. Aleksandrovskii, K. A. Chishko, V. G. Manzhelii, V. B. Esel'son and B. G. Udovidchenko, Thermomechanical effects in thermal expansion of Ar-N2 — type solid solutions, Fiz. Nizk. Temp. 23, 999, (1997) [Low Temp. Phys. 23, 750 (1997)].
12. A.N. Aleksandrovskii, V. G. Manzhelii, V. B. Esel'son, and V. G. Gavrilko, Influence of interamolecular parameters of impurity molecules of oxygen on thermal expansion of solid argon, JLTP 111, 3/4, 393 (1998).
13. V.G. Manzhelii, M. I. Bagatskii, I. Ya. Minchina, and A. N. Aleksandrovskii, Thermodynamic properties of molecular orientational glasses with indirect interaction, JLTP 111, 3/4, 257 (1998).
14. O.A. Korolyuk, B. Ya. Gorodilov, A. I. Krivchikov, and V. G. Manzhelii, Influence of an orthodeuterium impurity on the thermal conductivity of solid parahydrogen, Fiz. Nizk. Temp. 25, 944, (1999) [Low Temp. Phys. 25, 708 (1999)].
15. V.A. Konstantinov, V. G. Manzhelii, V. P. Revyakin, S. A. Smirnov, Heat transfer in the orientationally disordered phase of solid methane, Physica B 262, 421 (1999).
16. V.G. Manzhelii, A. I. Prokhvatilov, V. G. Gavrilko, A. P. Isakina, Structure and Thermodynamic Properties of Cryocrystals, Begell house, inc., New York, Wallingford (UK) (1999).

### Публікації в21 столітті
1. A.N. Aleksandrovskii, V. B. Esel'son, V. G. Manzhelii, B. G. Udovidchenko, A. Soldatov, and B. Sundqvist, Thermal expansion of single-crystal fullerite C60 at liquid-helium temperatures, Fiz. Nizk. Temp. 26, 100, (2000) [Low Temp. Phys. 26, 75 (2000)].
2. V.V. Dudkin, B. Ya. Gorodilov, A. I. Krivchikov, and V. G. Manzhelii, Thermal conductivity of solid krypton with methane admixture, Fiz. Nizk. Temp. 26, 1023, (2000) [Low Temp. Phys. 26, 762 (2000)].
3. B.Ya. Gorodilov, O. A. Korolyuk, A. I. Krivchikov, and V. G. Manzhelii, Heat transfer in solid solutions hydrogen-deuterium, JLTP 119, 3/4, 497 (2000).
4. V.A. Konstantinov, V. G. Manzhelii, V. P. Revyakin, S. A. Smirnov, Manifestation of lower limit to thermal conductivity of solid Kr with CH4 impurities, Physica B 291, 59 (2000).
5. V.A. Konstantinov, V. G. Manzhelii, R. O. Pohl and V. P. Revyakin, Search for the minimum thermal conductivity in mixed cryocrystals (CH4)1-x Krx, Fiz. Nizk. Temp. 27, 1159, (2001) [Low Temp. Phys. 27, 858 (2001)].
6. I.Ya. Minchina, V. G. Manzhelii, M. I. Bagatskii, O. V. Sklyar, D. A. Mashchenko, and M. A. Pokhodenko, Heat capacity of methane-krypton solid solutions. Conversion effect, Fiz. Nizk. Temp. 27, 773, (2001) [Low Temp. Phys. 27, 568 (2001)].
7. A.N. Aleksandrovskii, V. G. Gavrilko, V. B. Esel'son, V. G. Manzhelii, B. G. Udovidchenko, V. P. Maletskiy, and B. Sundqvist, Low-temperature thermal expansion of fullerite C60 alloyed with argon and neon, Fiz. Nizk. Temp. 27, 1401, (2001) [Low Temp. Phys. 27, 1033 (2001)].
8. A.N. Aleksandrovskii, V. G. Gavrilko, V. B. Esel'son, V. G. Manzhelii, B. Sundqvist, B. G. Udovidchenko, and V. P. Maletskiy, Argon effect on thermal expansion of fullerite C60 at helium temperatures, Fiz. Nizk. Temp. 27, 333 (2001) [Low Temp. Phys. 27, 245 (2001)].
9. M.I. Bagatskii, V.G. Manzhelii, I.Ya. Minchina, D.A. Mashchenko, I.A. Gospodarev, Rotational excitations in concentrated solid Kr-CH4 solutions. Calorimetric studies, JLTP (2003).
10. М. И. Багацкий, В. Г. Манжелий, Д. А. Мащенко, B. B. Дудкин, Обнаружение спин-ядерной конверсии молекул CD4 в твердом растворе дейтерометана в криптоне, Fiz. Nizk. Temp 29, (2003) [Low Temp. Phys. 29, (2003)].
11. A.N. Aleksandrovskii, V. G. Gavrilko, V. B. Esel'son, V. G. Manzhelii, and B. G. Udovidchenko, Thermal expansion of solid solutions Kr-CH4 at temperatures of liquid helium, Fiz. Nizk. Temp 29, (2003) [Low Temp. Phys. 29, (2003)].
12. A.N. Aleksandrovskii, A. S. Bakai, A. V. Dolbin, G. E. Gadd, V. B. Esel'son, V. G. Gavrilko, V. G. Manzhelii, B. Sundqvist, and B. G. Udovidchenko, Low temperature thermal expansion of pure and inert gas-doped C60, Fiz. Nizk. Temp. 29, (2003) [Low Temp. Phys. 29, 324, (2003)].
13. A. I. Krivchikov, B. Ya. Gorodilov, O. A. Korolyuk, V. G. Manzhelii, V.V. Dudkin, Phonon scattering by quantum rotor and spin conversion in solid Kr-CH4 solutions, physica status solidi (c) 1, 11, 2959 (2004).
14. A. I. Krivchikov, V. G. Manzhelii, O. A. Korolyuk, B. Ya. Gorodilov and O. O. Romantsova, Thermal conductivity of tetrahydrofuran hydrate, Phys. Chem. Chem. Phys. 7, 5, 728 (2005).
15. V.A.Konstantinov, V.G.Manzhelii, V.P.Revyakin, and V.V.Sagan, Isochoric thermal conductivity of solid nitrogen, Fiz. Nizk. Temp. 31, 553 (2005)[Low Temp. Phys. 31, 419 (2005)].
16. A.N.Aleksandrovskii, A.S.Bakai, D.Cassidy, A.V.Dolbin, V.B.Esel ’son, G.E.Gadd, V.G.Gavrilko, V.G.Manzhelii, S.Moricca, and B.Sundqvist, On the polyamorphism of fullerite-based orientational glasses, Fiz. Nizk. Temp. 31, 565 (2005)[Low Temp. Phys. 31, 429 (2005)].
17. M. I. Bagatskii, V. V. Dudkin, V. G. Manzhelii, D. A. Mashchenko and S. B. Feodosyev, Low Temperature Anomaly of Heat Capacity of CD4 Rotors in Solid CD4-Kr Solution, JLTP 139, 5/6, 551 (2005).
18. A. I. Krivchikov, B. Ya. Gorodilov, O. A. Korolyuk, V. G. Manzhelii, H. Conrad and W. Press, Thermal Conductivity of Methane-Hydrate, JLTP 139, 5/6, 693 (2005).
19. V. A. Konstantinov, V. G. Manzhelii, V. P. Revyakin and V. V. Sagan, Heat Transfer in y-Phase of Oxygen, JLTP 139, 5/6, 703 (2005).
20. M.I. Bagatskii, V. V. Dudkin, D.A. Mashchenko, V.G.Manzhelii, E.V.Manzhelii, Isotopic effects in heat capacity of solid concentrated orientationally-disordered solutions of СН4 and CD4 in Kr, Fiz. Nizk. Temp. 31, 1302 (2005)[Low Temp. Phys. 31, 990 (2005)].
21. A. I. Krivchikov, B. Ya. Gorodilov, O. A. Korolyuk, V. G. Manzhelii, O. O. Romantsova, H. Conrad, W. Press, J. S. Tse, and D. D. Klug, Thermal conductivity of Xe clathrate hydrate at low temperatures, Phys. Rev. B 73, 064203 (2006). 38. A. I. Krivchikov, A. N. Yushchenko, V. G. Manzhelii, O. A. Korolyuk, F. J. Bermejo, R. Fernandez-Perea, C. Cabrillo, and M. A. Gonzalez, Scattering of acoustic phonons in disordered matter: A quantitative evaluation of the effects of positional versus orientational disorder, Phys. Rev. B 74, 060201(R) (2006).
22. V.A. Konstantinov, V.G. Manzhelii, V.P. Revyakin, and V.V. Sagan, Extraordinary temperature dependence of isochoric thermal conductivity of crystalline CO2 doped with inert gases, Fiz. Nizk. Temp. 32, 11, 1414 (2006)[Low Temp. Phys. 32, 11, 1076 (2006)].
23. V. G. Manzhelii, A. V. Dolbin, V. B. Esel'son, V. G. Gavrilko, G. E. Gadd, S. Moricca, D. Cassidy, and B. Sundqvist, Thermal expansion and polyamorphism of N2-C60 solutions, Fiz. Nizk. Temp. 32, 7, 913 (2006) [Low Temp. Phys. 32, 7, 695 (2006)].
24. V A Konstantinov, V G Manzhelii, V P Revyakin, V V Sagan and O I Pursky, Isochoric thermal conductivity of solid carbon oxide: the role of phonons and ‘diffusive’ modes, J. Phys.: Condens. Matter 18, 9901-9909 (2006)